# Sándor Ambrus (Generalmajor)
Sándor Ambrus (* 29. Dezember 1925 in Zsobok, heute: Jebucu, Kreis Sălaj, Rumänien; † 27. September 2010) war ein Offizier in der Volksrepublik Ungarn und zuletzt Generalmajor (Vezérőrnagy) im Innenministerium (Belügyminisztérium) sowie von 1976 bis 1983 stellvertretender Chef des Polizeipräsidiums Budapest BRFK (Budapesti Rendőr-főkapitányság).

## Leben
Sándor Ambrus, Sohn von Anna Gál, war nach seinem Abitur an einem Gymnasium von 1945 bis 1947 als Hilfsarbeiter, Dolmetscher und Übersetzer tätig. Er war zeitweise Mitglied der Nationalen Bauernpartei (Nemzeti Parasztpárt) und trat 1947 als Unteroffizier (Tizedes) in den Polizeidienst. Er war zunächst von 1947 bis 1948 Sprecher der Meldestelle des Präsidiums der Ungarischen Volkspolizei in Budapest sowie im Anschluss zwischen 1948 und 1949 Dozent für Passwesen. Nach seiner Beförderung zum Unterleutnant (Alhadnagy) trat er in die Staatsschutzbehörde ÁVH (Államvédelmi Hatóság) ein und fand dort in den folgenden Jahren zahlreiche Verwendungen. Er wurde 1951 zum Leutnant (Hadnagy) sowie nach einem fünfmonatigen Lehrgang an der Parteischule der Partei der Ungarischen Werktätigen MDP (Magyar Dolgozók Pártja) 1954 zum Oberleutnant (Főhadnagy) befördert. Danach war er zunächst von 1954 bis 1956 im Innenministerium BM (Belügyminisztérium) sowie nach seiner Beförderung zum Hauptmann (Százados) 1956 im Budapester Polizeipräsidium BRFK (Budapesti Rendőr-főkapitányság) tätig.
Nachdem er zwischen 1958 und 1959 die Operative Schule der Staatssicherheit in der Sowjetunion absolviert hatte, war er wieder verschiedenen Funktionen tätig und nach seiner Beförderung zum Major (Őrnagy) zwischen 1962 und 1967 Leiter einer Unterabteilung der Politischen Abteilung des Budapester Polizeipräsidiums. Während dieser Zeit absolvierte er 1966 die Hochschule für Fremdsprachen (Idegen Nyelvi Főiskola) des Innenministeriums und wurde im April 1967 ins Innenministerium versetzt. Nachdem er daraufhin zunächst stellvertretender Abteilungsleiter war, war er zwischen Dezember 1967 und 1971 Leiter der Abteilung BM III/II-1 Verteidigung gegen den Geheimdienst der USA und einiger lateinamerikanischer Länder (Elhárítás az USA és egyes latin-amerikai országok hírszerzésével szemben) und wurde in dieser Verwendung 1968 zum Oberstleutnant (Alezredes) befördert. Daraufhin fungierte er zwischen 1971 und 1973 als Leiter der Abteilung BM III/II-2 Verteidigung gegen die Geheimdienste der Bundesrepublik Deutschland und Österreichs (Elhárítás az NSZK és Ausztria hírszerzésével szemben).
Nach seiner Beförderung zum Oberst (Ezredes) wurde Ambrus im Innenministerium 1973 stellvertretender Leiter sowie daraufhin von 1974 bis 1976 erster stellvertretender Leiter der Gruppe BM III/II Spionageabwehr (Kémelhárítás). Im Februar 1977 wurde er Nachfolger von Generalmajor Sándor Tihanyi als Vertreter von Generalmajor Lukács Vincze stellvertretender Chef des Polizeipräsidiums Budapest BRFK (Budapesti Rendőr-főkapitányság) und war in dieser Funktion zugleich bis 1983 Leiter der Abteilung Staatssicherheit. Er wurde 1979 zum Generalmajor (Vezérőrnagy) befördert und trat am 31. Dezember 1983 in den Ruhestand.